# Bolga

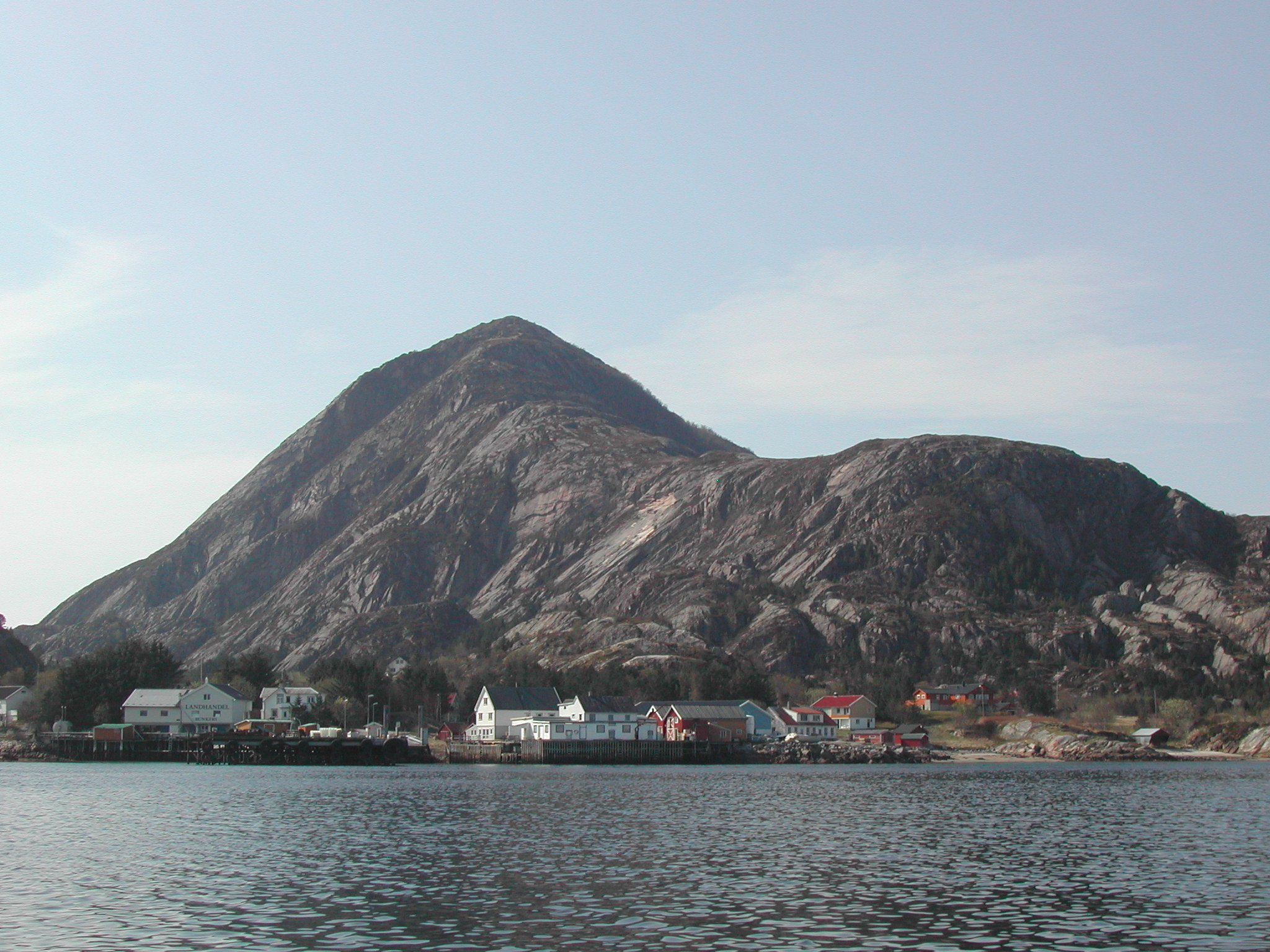
Bolga foto

Bolga é uma ilha habitada no município de Meløy, Noruega. 
Sua população em 2005 era de 141 habitantes. 
a ilha tem  2,4 quilômetros quadrados. 
Está localizada a oeste das ilhas de Meløya e Åmøya, ao largo da costa da região de Helgeland. O ponto mais alto da ilha é o Bolgtinden, com 339 metros de altura. A maior parte da população da ilha vive ao longo da costa leste na aldeia que também é conhecida como Bolga. É a única aldeia da ilha.         

mapa de bolga  